# 漢能控股
漢能控股集團有限公司成立于1989年，總部位於中國北京的一間清潔能源企業，創始人是李河君。2013年為全球最大規模的薄膜類太陽能電池廠商，業務增長除了自製還有大規模國際收購聞名。CIGS型太陽能電池的轉換效率達到了15.5％，水力發电项目总装机量超過600万千瓦；在广东、四川等地投资建设产能超过3GW的太阳能光伏生产基地。
該公司2002年起籌辦贺兰山风力电廠持續裝機，2013年共计31台机组。2004年组建了新能源研究院，曾聘请2000年诺贝尔化学奖得主艾伦·麦克德尔米德（英語：Alan G. MacDiarmid, 已故）为首席科学家。2018年6月13日推出消费电子市场產品，諸多攜帶式太陽能發電器融合於背包或雨傘上，能為個人裝置充電。
2019年奥德修斯号太阳能飞机預計首飛，此為平流层無人飞行器，透過太陽能動力達成接近永恆飛行的目標，“奥德修斯”的机翼表面、尾翼边缘和垂直尾翼上均覆盖了由汉能阿尔塔（Alta Devices）公司提供的柔性砷化镓薄膜太阳能电池。
2019年，由於漢能無法收回數百億應收帳款，公司爆發財政危機，漢能強迫員工購買公司發行的理財產品，有員工薪水遲遲無法發放，一些金融合作机构的授信资金也暫停提供。

## 參看
- 太陽能
- 賽維太陽能
- 建築整合太陽能
- 漢能薄膜